# L'Ancien Régime et la Révolution
L'Ancien Régime et la Révolution est un essai du philosophe politique français Alexis de Tocqueville paru en 1856.
L'auteur, né en 1805, alors que la Révolution avait créé la société nouvelle, et muni d'une vaste expérience politique acquise autour de 1848, a recherché d'où venait la Révolution française. « […] nous [sommes] placés aujourd’hui à ce point précis d’où l’on peut le mieux apercevoir et juger ce grand objet. Assez loin de la Révolution pour ne ressentir que faiblement les passions qui troublaient la vue de ceux qui l’ont faite, nous en sommes assez proches pour pouvoir entrer dans l’esprit qui l’a amenée et pour le comprendre. […] » (Livre premier, Chapitre premier).
Ce livre porte exclusivement sur la société française à la veille de la Révolution. Il apporte un nouveau regard sur cette période en voyant la Révolution non pas comme une rupture mais comme l’aboutissement d’un processus engagé depuis des siècles et dont l’achèvement est la centralisation de l’État. Pour lui, le phénomène antireligieux observé en France ne s'est produit que pour des raisons spécifiques car, comme le démontre De la démocratie en Amérique, rien n’oppose la religion et la démocratie et si lutte contre l’Église il y eut, ce fut avant tout lutte contre l’entité politique. Ainsi, la lutte contre les prêtres fut contre les propriétaires, les seigneurs et les administrateurs. La Révolution française n’est donc absolument pas un événement fortuit même si elle prit le monde à l’improviste. « Si elle n’avait pas eu lieu, le vieil édifice social n’en serait pas moins tombé partout, ici plus tôt, là plus tard ; seulement il aurait continué à tomber pièce à pièce au lieu de s’effondrer tout à coup. » La Révolution n’est donc pas un accident, elle est conséquence de ce qui la précède. L’analyse des cahiers de doléances démontre que l’ensemble des requêtes mis en commun demande en réalité la destruction du régime. Il n’y a pas d’unité des demandes. Cette étude montre bien le stade de contradiction interne auquel la société féodale était arrivée en France.

## Une révolution dans le pays le plus avancé
Le premier chapitre de l’ouvrage porte sur le paradoxe suivant : alors même que la France était le pays le plus avancé politiquement, c’est elle qui vécut la première une grande révolution remettant en cause l’ordre social. Et c’est justement parce que l’égalisation commençait à voir le jour, que la rivalité entre bourgeois et nobles devint insupportable (d’autant plus que depuis Louis XIV et la cour, la noblesse était coupée de la réalité de la France). La rupture se fit de plus sur le fait que la noblesse n’assurait plus sa tâche de défense du royaume. Les barrières de la société féodale entraient donc en contradiction avec l’égalisation des conditions de vie. Cette égalisation était d’autant plus forte que la monarchie absolue avait effacé les particularismes locaux. La division en ordres de la société semblait donc archaïque. Et la noblesse française, contrairement à l’anglaise, n’a pas su se réformer, n’a pas su aller au contact de la petite société et « feindre de les considérer comme des égaux ». Ainsi « la noblesse française s’obstine à rester à part des autres classes […] La bourgeoisie avec laquelle ils avaient tant craint de se confondre, s’enrichit au contraire et s’éclaire à côté d’eux, sans eux et contre eux ; ils n’avaient pas voulu avoir les bourgeois comme associés, ni comme concitoyens, ils vont trouver en eux des rivaux, bientôt des ennemis, et enfin des maîtres. » C’est donc la prospérité du pays qui hâte la Révolution.

## La centralisation au cœur de l'histoire
Les six chapitres suivants portent sur le second paradoxe de la Révolution : la centralisation dont elle faisait sa fierté est en réalité un héritage de l’Ancien Régime. La Révolution qui a détruit en partie les institutions de l’Ancien Régime, a repris et accentué la centralisation qui est un fait naturel de la démocratie. La centralisation est la « seule portion de la constitution de l’Ancien Régime qui ait survécu à la Révolution. »

## Lien vers l'ouvrage
Alexis de Tocqueville, L'ancien régime et la Révolution, vol. 4 : Œuvres complètes, Alexis de Tocqueville, M. Lévy, 1866, 7e éd. (1re éd. 1856 lire en ligne sur Gallica), 446 p. (lire en ligne) sur Internet Archive ; téléchargement sur le site Les Classiques des sciences sociales.